# San Ildefonso Pueblo

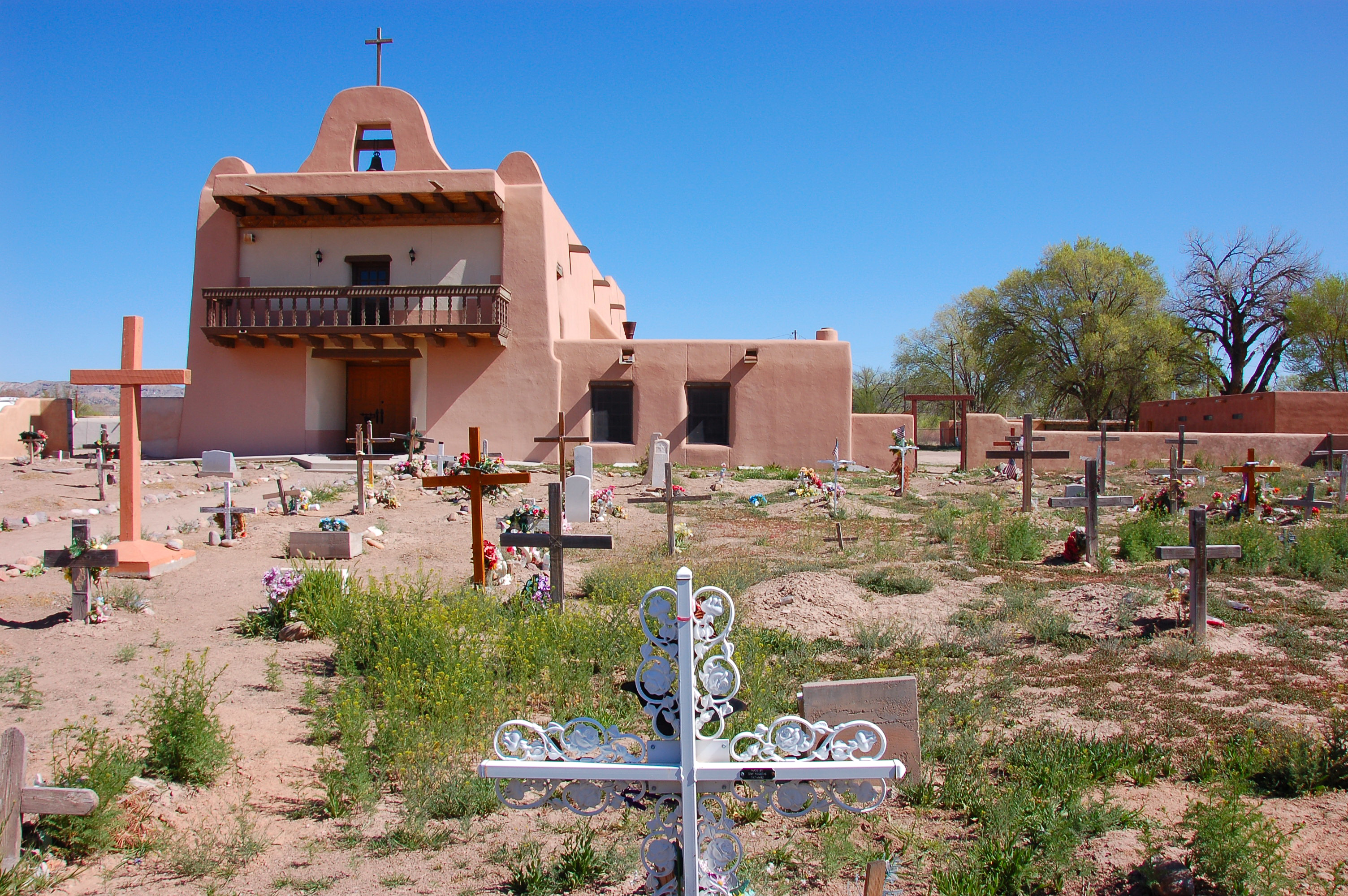
Chiesa e cimitero a San Ildefonso Pueblo

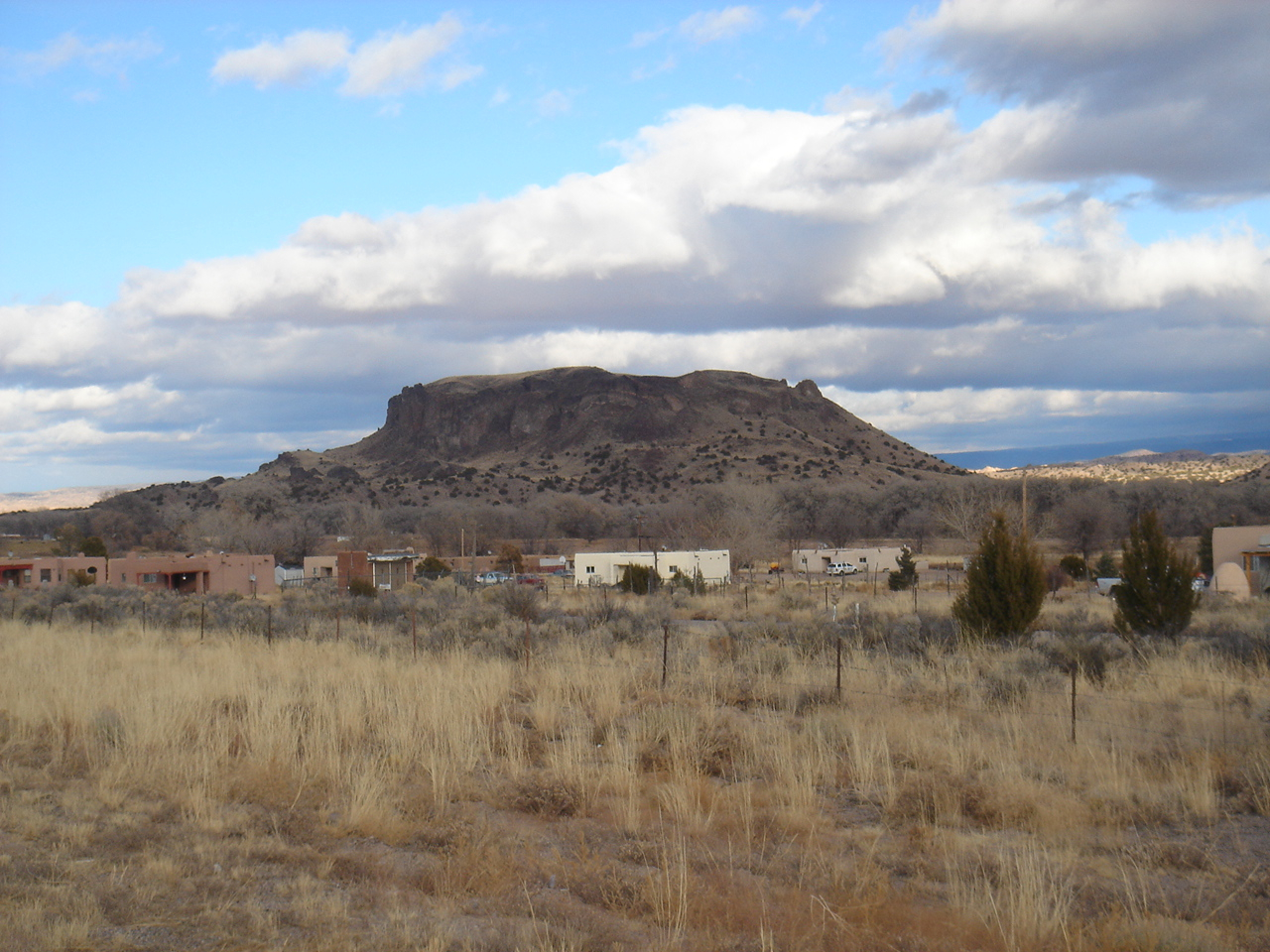
Black Mesa, 3 km a nord di San Ildefonso

San Ildefonso Pueblo è un'census-designated place degli Stati Uniti d'America, nella Contea di Santa Fe nello stato del Nuovo Messico. Secondo i dati dello United States Census Bureau riferito all'anno 2000, ha una popolazione di 458 abitanti su un'area totale di 10,8 km².
Il Pueblo di San Ildefonso è uno degli Otto Pueblo Settentrionali.

## Geografia fisica
San Ildefonso Pueblo è situato a circa 30 km a nord-ovest di Santa Fe, lungo la riva sinistra del Rio Grande.
Intorno a San Ildefonso Pueblo si estende per 113 km² la riserva indiana dei pueblo di San Ildefonso con una popolazione di 1.524 abitanti. I Publo di San Ildefonso fanno parte del gruppo dei Tewa e parlano una lingua della famiglia delle lingue Kiowa-Tano detta Lingua Tewa.